# Milton Steinberg
Milton Steinberg (Rochester, 25 novembre 1903 – New York, 20 marzo 1950) è stato un rabbino, teologo e filosofo statunitense, ebreo ricostruzionista e noto autore.

## Opere

### Saggi
- The Making of the Modern Jew (1934)
- A Partisan Guide to the Jewish Problem (1945)
- Basic Judaism (1947)
- A Believing Jew (1951)
- Anatomy of Faith (1960)

### Romanzi
- As a Driven Leaf (1939) - tratta della figura di Elisha ben Abuyah, controverso rabbino tanna del II secolo.
- The Prophet's Wife (pubbl. postumo, 2010) - incompleto, tratta delle figure bibliche di Osea e di sua moglie Gomer.